# Ridi paiasso!
Ridi paiasso! è il quarto album in studio del cantante italiano Sir Oliver Skardy, pubblicato nel 2013.

## Descrizione
La produzione del disco è di Paolo Baldini (Africa Unite, Mellow Mood, TARM). Accompagnano Skardy i Fahrenheit 451, con i quali aveva già inciso i due album precedenti.
Al disco hanno partecipato diversi personaggi del mondo della musica e dello spettacolo, tra cui Elio, Paolo Belli, Natalino Balasso, Nevruz, Mr. T-bone, Luca Masseroni dei Tre Allegri Ragazzi Morti, Marco “Furio” Forieri, Francesco Duse e Valerio “Voleno” Silvestri. Gli ultimi tre erano membri del gruppo Pitura Freska con Skardy.

## Tracce
1. Firulì firulà – 3:46 (testo: Belli - Skardy – musica: Manzo - Skardy)
2. Europei (feat. Natalino Balasso) – 4:19 (Skardy)
3. Edelweiss – 3:28 (testo: Skardy – musica: Numa - Skardy)
4. Rose e petardi (feat. Marco "Furio" Forieri) – 3:44 (testo: Forieri - Skardy – musica: Manzo - Pettenello - Skardy)
5. Cinesi (feat. Elio & Natalino Balasso) – 4:52 (testo: Numa - Skardy – musica: Manzo - Numa - Pettenello - Skardy)
6. Avido – 4:13 (testo: Skardy – musica: Manzo - Pettenello)
7. Festin (feat. Baby) – 4:00 (testo: Numa - Skardy – musica: Manzo - Pettenello - Skardy)
8. Ridi paiasso – 3:41 (testo: Skardy – musica: Manzo - Numa - Pettenello - Skardy)
9. Su la mona (Ispirata da una poesia di Giorgio Baffo) – 3:13 (testo: Baffo - Skardy – musica: Numa - Pettenello - Skardy)
10. Ton tom – 4:04 (testo: Skardy – musica: Baldini - Pettenello - Skardy)
11. Tuto normal (feat. Nevruz) – 3:35 (testo: Skardy – musica: Manzo - Numa - Skardy)
12. Fiom Fiom (feat. Maurizio Landini) – 3:46 (testo: Skardy – musica: Manzo - Pettenello - Skardy)
13. Vita da star (feat. Baby) – 4:48 (testo: Manzo - Numa - Pettenello - Skardy – musica: Numa - Skardy)
14. Mamba nero (Radio Version - Bonus Track) – 3:16 (Skardy)
15. 15.	Sarde in sàor (feat. Cantori di Burano) (Bonus Track da Piragna in dub) – 4:40 (testo: Rusca - Skardy – musica: Baldini - Rusca)

Durata totale: 59:25

## Formazione

### Fahrenheit 451
- Sir Oliver Skardy - voce, chitarra
- Roberto "Sciubert" Pettenello - tastiera, voce
- Andrea "Andyman" Manzo - chitarra, voce
- Christian "Chris" Enzo - batteria
- Giorgio “Giorgis” Ciatara - basso
- Alessandro "Baby" Numa - sax, voce

### Altri musicisti
- Elio: voce (traccia 5)
- Paolo Belli: voce (traccia 1)
- Marco "Furio" Forieri: voce (traccia 4)
- Natalino Balasso: voce (tracce 2 e 5)
- Nevruz Joku: voce (traccia 11)
- Maurizio Landini (F.I.O.M.): comizio (traccia 12)
- Valerio Silvestri: tromba (tracce 1, 2, 3, 4, 6, 7, 8 e 9)
- Francesco Duse: chitarra (tracce 2, 4 e 6)
- Mr. T-bone: trombone (tracce 2, 4, 6, 8 e 9)
- Luca Masseroni: batteria (traccia 10)
- Paolo Baldini: basso (traccia 10)
- Manuel Tomba: programmazione (traccia 12)
- Mimina: cori (tracce 5, 8, 10, 11, 13 e 15)
- Giulio Saltini: sintetizzatore (traccia 11)
- Elia Garutti: chitarra (traccia 11)
- Pietro Orlandi: violoncello (traccia 11)
- Pippoburro: melodica, sintetizzatore (traccia 15)